# Bule Hora (woreda)
Pour la ville, voir Bule Hora.
Bule Hora est un woreda de la zone Ouest Guji de la région Oromia, en Éthiopie. Son chef-lieu, Hagere Mariam ou Bule Hora, est la principale ville de la zone. Issu d'une subdivision de l'ancien woreda Hagere Mariam, le woreda Bule Hora a 264 489 habitants en 2007.

## Situation
Limitrophe de la région des nations, nationalités et peuples du Sud (RNNPS) à l'ouest et au nord-est, le woreda Bule Hora occupe une position centrale dans la zone Ouest Guji de la région Oromia.
Son chef-lieu, Hagere Mariam, ou Bule Hora, se trouve sur la route d'Addis-Abeba à Nairobi, à 480 km au sud d'Addis-Abeba.
Gerba, une vingtaine de kilomètres plus au nord sur la même route, fait également partie du woreda.
|               | Gelana     | Gedeb (RNNPS) |
| Amaro (RNNPS) | Bule Hora, | Kercha        |
|               | Dugda Dawa | Malka Soda    |

## Histoire
Selon l'Atlas of the Ethiopian Rural Economy publié en 2006, l'ancien woreda Hagere Mariam est limitrophe des woredas Gelana Abaya, Uraga, Odo Shakiso, Arero et Yabelo.
Il couvre une superficie de 6 022 km2[réf. souhaitée] qui englobe les quatre woredas subdivisés en 2007 (Bule Hora, Dugda Dawa, Hambela Wamena et Kercha) ainsi que le woreda Malka Soda qui se détache de Bule Hora après 2007.
Dans les années 2010, les woredas Bule Hora, Dugda Dawa et Malka Soda restent dans la zone Borena tandis que Hambela Wamena et Kercha se rattachent à la zone Guji.
À la fin des années 2010 ou au début des années 2020, tous ces woredas issus de l'ancien woreda Hagere Mariam sont transférés dans la zone Ouest Guji.
Une carte à fin 2021 indiquerait trois nouveaux woredas[à vérifier] détachés de Bule Hora.

## Population
En 2006, l'Atlas of the Ethiopian Rural Economy estime la densité de population entre 51 et 100 personnes par km2 dans l'ancien woreda Hagere Mariam.
Au recensement de 2007, le woreda Bule Horla — qui appartient à l'époque à la zone Borena et englobe encore le futur woreda Malka Soda ainsi que la ville d'Hagere Mariam — compte 264 489 habitants et 13 % de sa population est urbaine avec 27 820 résidents urbains à Hagere Mariam et 7 425 à Gerba.
La majorité des habitants (74 %) y sont protestants, 11 % sont de religions traditionnelles africaines, 6 % sont orthodoxes,  6 % sont musulmans et 1 % sont catholiques.
En 2022, la population est estimée à 393 573 personnes avec une densité de 234 personnes par km2 et 1 684 km2 de superficie, sur le périmètre 2007 du woreda Bule Hora[à vérifier].